# Relations entre l'Union européenne et le Vanuatu
Les relations entre le Vanuatu et l’Union européenne reposent principalement sur les accords ACP. L'Union a octroyé 23,2 millions d'euros au Vanuatu pour la période 2008-2013 au titre du 10e Fonds européen de développement.

## Sources

## Compléments